# Atkins (Virgínia)
Atkins é uma Região censo-designada localizada no estado norte-americano de Virginia, no Condado de Smyth.

## Demografia
Segundo o censo norte-americano de 2000, a sua população era de 1138 habitantes.

## Geografia
De acordo com o United States Census Bureau tem uma área de 
14,0 km², dos quais 14,0 km² cobertos por terra e 0,0 km² cobertos por água. Atkins localiza-se a aproximadamente 685 m acima do nível do mar.

## Localidades na vizinhança
O diagrama seguinte representa as localidades num raio de 20 km ao redor de Atkins. 